# Демешко, Виктор Иванович
Демешко Виктор Иванович (род. 18 июля 1945) — советский шахтёр, лауреат Государственной премии СССР (1978), почётный шахтёр Украины, полный кавалер знака «Шахтёрская слава».

## Биография
Отработал на шахте «Павлоградская» на подземных работах более 33 лет. Возглавлял высокопроизводительную проходческую бригаду производственного объединения «Павлоградуголь».
В 1973 году окончил Криворожский техникум рудничной автоматики.
В 2002 году вышел на пенсию, занимался общественной деятельностью в городе Павлограде и Днепропетровской области, а также изобретательством: с помощью четырёхступенчатого фильтра очищал водопроводную воду до качества, пригодного для питья.

## Награды
- Государственная премия СССР (1978);
- Почётный шахтёр Украины;
- Знак «Шахтёрская слава» 1—3-й степеней.